# Свобода вероисповедания в Армении
Свобода вероисповедания в Армении — право, предусмотренное в конституции Армении, предусматривающее свободу вероисповедания всем гражданам страны. Соответствующие поправки в Конституцию были внесены в декабре 2005 года. Однако закон в определенном смысле ограничивает свободу вероисповедания приверженцев религиозных меньшинств.
Большая часть населения Армении является христианами — последователями Армянской апостольской церкви. Армянская Апостольская Церковь имеет официальный юридический статус национальной церкви, обладает значительной религиозной монополией, соответственно пользуется привилегиями, которые не доступны для других религиозных групп.
Армения в 2020 году присоединилась Международному альянсу за свободу вероисповедания.

## Закон
Закон Республики Армения «О свободе совести и религиозных организациях» был принят Верховным Советом Республики Армения 17 июня 1992 года, а 19 сентября 1997 года и 25 апреля 2001 года Национальным Собранием Республики Армения были внесены изменения и дополнения. Согласно Закону в Армении обеспечивается свобода вероисповедания граждан. Каждый гражданин свободно решает свое отношение к религии. Все равны перед законами Армении. Прямое или косвенное ограничение прав граждан по причине вероисповедания пресекается законом.

## Дискриминация атеистов
Дискриминация атеистов проявляется больше всего со стороны представителей Армянской апостольской церкви. Так, директор музеев и архивов Первопрестольного Святого Эчмиадзина иерей Асохик Карапетян в 2013 году в одном из интервью от имени Церкви заявил, что «армянин-атеист — неполноценный армянин», впоследствии ещё подтвердив их сказал, что «кто не исповедует ценности, присущие в целом армянскому народу, тот не может быть полноценным армянином, миссия армянской церкви не только в духовной проповеди, но и в сохранении нации…»

## Критика
В 2014 году в 16-м докладе Госдепартамента США о свободе вероисповедания было отмечено, что в Армении свобода религии защищается Конституцией, но некоторые законы ограничивают эту свободу. В документе отмечено, что есть сведения о том, как некоторые религиозные организации в Армении сталкиваются с препятствиями при строительстве религиозных сооружений.